# Li Zhesi
Li Zhesi (Shenyang, 7 agosto 1995) è una nuotatrice cinese.
Alle Olimpiadi di Pechino 2008 ha gareggiato nei 50m sl, classificandosi 13º.
Ai Mondiali 2009 di Roma, ha vinto l'oro nella Staffetta 4x100m misti, stabilendo anche il record mondiale con il tempo di 3'52"19.
Nel 2012 è stata trovata positiva a un controllo antidoping.

## Palmarès
- Mondiali di nuoto

Roma 2009: oro nella 4x100m misti.
Shanghai 2011: argento nella 4x100m misti.
- Mondiali in vasca corta

Dubai 2010: oro nella 4x100m misti e bronzo nella 4x100m sl.
- Giochi asiatici

Canton 2010: oro nei 50m sl e nella 4x100m sl e argento nei 100m sl.
- Campionati asiatici

Foshan 2009: oro nei 50m sl e nei 100m sl.